# Air Kyrgyzstan
Air Kyrgyzstan (Kirgizisch: ОАО «Авиакомпания «КЫРГЫЗСТАН») is een Kirgizische luchtvaartmaatschappij met haar thuisbasis in Bisjkek.

## Geschiedenis
Altyn Air is opgericht in 2001 en in 2002 gereorganiseerd. In september 2006 werd de naam gewijzigd in Air Kyrgyzstan.

## Diensten
Air Kyrgyzstan voert lijnvluchten uit naar:(juli.2007)
Binnenland:
- Bisjkek, Osj.

Buitenland:
- Dubai, Doesjanbe, Jekaterinenburg, Moskou, Novosibirsk, Tasjkent.

## Vloot
De vloot van Air Kyrgyzstan bestaat uit:(feb.2007)
- 2 Yakolev Yak-40()
- 1 Tupolev TU-134A
- 3 Antonov AN-24RV